# Mouvement partisan en Russie et en Biélorussie
Guerre russo-ukrainienne
Le mouvement partisan en Russie et en Biélorussie est un mouvement de résistance qui a émergé en Russie et en Biélorussie après l'invasion de l'Ukraine par la Russie en 2022. Les partisans du mouvement agissent contre les régimes de Vladimir Poutine en Russie et Alexandre Loukachenko en Biélorussie ainsi que leurs forces armées et collaborateurs civils.

## Attaques contre les autorités et les partisans de la guerre
Dès le 7 mars 2022, à Smolensk et Krasnoïarsk, des cas d'incendies criminels de services de police ont été enregistrés.
Au 5 juillet 2022, au moins 23 attaques contre des bureaux d'enregistrement et d'enrôlement militaires ont été enregistrées, dont 20 étaient des incendies criminels. Les incendies criminels n'étaient pas une seule campagne coordonnée : derrière eux se trouvaient une variété de personnes : des anarcho-communistes, des libéraux aux groupes néonazis. Parfois, ce sont des solitaires qui ne s'associent à aucun mouvement.
Des véhicules civils de partisans de la guerre portant la lettre Z ont également été incendiés.
Le 26 février 2023, la base aérienne Minsk-Matchoulichtchi en Biélorussie est attaquée par des drones lancés par l'organisation BYPOL. L'incident provoque de lourds dégâts contre un avion de détection et de commandement aéroporté russe A-50 stationné sur le tarmac.

## Élimination de Daria Douguina et manifeste de l'Armée nationale républicaine
Le 21 août 2022, une bombe posée dans un véhicule a tué Daria Douguina. Il est largement présumé que la bombe était également destinée à tuer Alexandre Douguine. Tous deux sont associés au nationalisme russe, et ont fait des déclarations justifiant la guerre contre l'Ukraine.
L'ancien député de la Douma russe Ilia Ponomarev, basé à Kyïv, a déclaré qu'une organisation partisane, l'armée nationale républicaine, opère à l'intérieur de la Russie et s'est engagée à « renverser le régime de Poutine » et était à l'origine de l'assassinat de Douguina. Le politicien a qualifié l'événement de point de repère et a déclaré que les partisans à l'intérieur de la Russie étaient prêts pour de nouvelles attaques similaires. Ponomarev a déclaré à plusieurs médias qu'il était « en contact » avec des représentants de l'organisation depuis avril 2022. Il déclare que le groupe a été impliqué dans des incendies non spécifiés de commissariats militaires russes en 2022. Lors d'une conférence d'exilés en mai 2022 à Vilnius parrainée par le Forum Russie Libre, Ponomarev a appelé les participants à soutenir l'action directe en Russie. Un journaliste de Spektr (russe : Спектр) a noté une réponse indifférente de la part des participants.

### Les exilés dénoncent Ponomarev
Malgré la véracité des affirmations de Ponomarev, son approbation de l'action armée contre le régime a entraîné son inscription sur la liste noire par le groupe d'exil anti-Poutine, le Comité d'action russe. Selon la déclaration du Comité, c'était parce qu'il « avait appelé à des attaques terroristes sur le territoire russe ». La déclaration du Comité a également laissé entendre que Douguina était une « civile » qui ne prend pas part à l'affrontement armé, et a condamné les dénonciations d'Alexandre Douguine à la suite de l'attaque comme « un rejet démonstratif de l'empathie humaine normale pour les familles des victimes. »,

## Réaction gouvernementale
Le 27 avril[Lequel ?], les autorités biélorusses ont approuvé des amendements au Code pénal , prévoyant la possibilité d'appliquer la peine de mort « pour tentative d'acte de terrorisme ».
Les autorités russes ont été contraintes de renforcer les mesures de sécurité sur les chemins de fer.